# Johann Müller von Mühlenfels
Johann Müller von Mühlenfels, auch Müllenfels, (* um 1578/79 in Wasselnheim; † 30. Juni 1606 in Stuttgart) war ein deutscher Alchemist am Hof des alchemiegläubigen Herzogs Friedrich von Württemberg.  
Mühlenfels ging nach einer Lehre als Barbier (wozu damals auch chirurgisches Handwerk gehörte) in Eßlingen auf Wanderschaft nach Ungarn, Schlesien und Italien. In Florenz traf er den Alchemisten Daniel Rapolt, der später Laborant beim Herzog von Württemberg und beim Landgrafen Moritz von Hessen-Kassel war und ihn in die Alchemie einführte. In Prag erlangte er die Gunst von Rudolph II., unter anderem mit Zauberkunststücken, die ihn vorgeblich als kugelfest erwiesen, und mit Goldmacherei. Der Kaiser adelte ihn sogar 1603. Für sein vorgebliches Wissen zum Goldmachen erhielt er hohe Geldsummen (so von Joachim Ernst von Brandenburg-Ansbach) und Angebote verschiedener Fürsten, was ihn 1604 in den Dienst des Herzogs von Württemberg brachte, der ihn gut bezahlte. Sein Labor hatte er in Kirchheim unter Teck, und er erhielt ein Gut und Schloss in Neidlingen, in dem er später ebenfalls ein Labor einrichtete. Offiziell war er aber Hofdiener und Hofalchemist. 1605 reiste er nach Spanien (wo er angeblich Kontakte zu einem Adepten hatte, der in die Geheimnisse des Goldmachens eingeweiht war) und Italien.
Er wurde auf Geheiß des Herzogs 1606 wegen Betruges, Meineids und Verrats (und nicht wegen betrügerischen Goldmachens) hingerichtet in Folge einer Affäre um den berühmten Alchemisten Sendivogius. Nach Darstellung des Herzogs hatte Mühlenfels diesen eigenmächtig in Neidlingen inhaftiert, um ihm seine Geheimnisse zu entlocken bzw. einen Konkurrenten loszuwerden, und ließ ihn dann nach Prag entkommen, indem er ihm einredete, der Herzog habe die Inhaftierung angeordnet. Wahrscheinlicher ist, dass der Herzog selbst dahintersteckte und in der Affäre, die weite Kreise bis zum Kaiser zog, einen Sündenbock suchte. Dass Mühlenfels bei seinem Goldmachen nicht vorankam und seine Betrügereien immer mehr offenbar wurden, erleichterte dem Herzog die Entscheidung.
Mühlenfels war der letzte, aber nicht der einzige in Stuttgart hingerichtete Alchemist, zehn Jahre zuvor widerfuhr Georg Honauer dieses Schicksal. Auch anderswo drohten überführten Goldmachern die Todesstrafe, zum Beispiel in Brandenburg widerfuhr dies Domenico Manuel Caetano und in Sachsen Johann Hektor von Klettenberg.